# Rooks County
Rooks County je okres ve státě Kansas v USA. K roku 2010 zde žilo 5 181 obyvatel. Správním městem okresu je Stockton. Celková rozloha okresu činí 2 319 km².